# دونكان الكسندر روس
دونكان الكسندر روس هو سياسي كندي، ولد في 4 نوفمبر 1873 في كندا، وتوفي في 1954 في ساوث غلينغاري في كندا. حزبياً، نشط في United Farmers of Ontario ‏. وقد انتخب عضو برلمان مقاطعة أونتاريو.